# Clifton Beach (Tasmanien)
Clifton Beach ist eine Ortschaft auf Tasmanien rund 25 km südöstlich von Hobart auf der Halbinsel South Arm gelegen. Sie gehört verwaltungstechnisch zu Clarence. Der Ort zählte 2016 insgesamt 588 Einwohner.
Der Strand von Clifton Beach wird von Felsklippen begrenzt – im Osten von den bis zu 54 m hohen Klippen am Cape Deslacs und im Westen von bis zu 50 m hohen Felsklippen, die sich rund 3,5 km nach Süden bis zum Cape Contrariety ziehen. Der Strand selbst ist 2,1 Kilometer lang und Teil der Storm Bay. Aufgrund seiner Wellen eignet er sich zum Wellenreiten. Gleichzeitig gilt er als gefährlicher Küstenabschnitt.